# Marahoué

Situació de Marahoué a Costa d'Ivori

Marahoué és una regió del centre-oest de Costa d'Ivori. La seva capital és la ciutat de Bouaflé. El seu nom es deu al riu Marahoué, que banya la regió. Té una superfície de 9.092,48 km² i el 2012 tenia una població estimada de 862.344 habitants. Els Gouros són els membres del seu principal grup ètnic. Marahoué formava part del Districte de Sassandra-Marahoué

## Situació geogràfica i regions veïnes
Marahoué està situat al centre-oest de Costa d'Ivori. Limita al nord amb la regió de Béré, a l'est amb la regió de Gbeke, de Bélier i el districte de Yamoussoukro, al sud amb la regió de Gôh i a l'oest amb la regió de Sassandra Septentrional.

## Departaments i municipis

Departaments i subprefectures de la Marahoué.

Els cinc departaments de Maraoué són: Bonon, Bouaflé, Gohitafla, Zuénoula i Sinfra.

## Economia
L'agricultura és l'activitat econòmica principal de la regió. A més a més, també destaca l'artesania, i dues mines d'or: a Angovia i a Kpangbankouamékro. A Zuénoula hi ha fàbriques de sucre de canya. La ramaderia, la pesca i la piscicultura són altres activitats econòmiques importants a la regió.
Els principals cultius industrials de Marahoué són el cafè, el cacau i la canya de sucre. L'arròs, la banana i la mandioca són altres cultius industrials destacats. El Parc Nacional de Marahoué, les pedres sagrades de Gohitafla i els teixidors de Bazré estan entre els atractius turístics més destacats de Marahoué.

## Cultura
El Festival de les Arts i les Cultures de la Regió, juntament amb les danses Zahouly, Gauly i Guerrieres són alguns dels principals atractius culturals de la regió.